# Girls (Rita Ora)
Girls is een nummer van de Britse zangeres Rita Ora uit 2018, in samenwerking met de Amerikaanse rapster Cardi B, de eveneens Amerikaanse zangeres Bebe Rexha en de Britse zangeres Charli XCX. Het is de derde single van Ora's tweede studioalbum Phoenix.
"Girls" is een popnummer met hiphop- en trap-invloeden. Het nummer is bedoeld als ode aan alle vrouwen en meiden die opstaan voor hun rechten. "Zoals ook in de samenstelling van onze groep: ieder van ons staat voor wie ze is en waar ze vandaan komt", aldus Rita. In het refrein doelt Rita op meiden die graag een andere meid zoenen. Rita, Cardi, Bebe en Charli haalden de inspiratie voor het nummer uit de versie van "Lady Marmalade" uit 2001, waarop ook vier vrouwelijke artiesten de handen ineensloegen, namelijk de zangeressen Christina Aguilera, Pink, Mýa en rapster Lil' Kim.
Het nummer werd in een aantal landen een klein hitje. Het meest succesvol was het op de Britse eilanden en in Nederland, met een 22e positie in het Verenigd Koninkrijk en een 19e positie in de Nederlandse Top 40. In Vlaanderen moest het nummer het echter met een 33e positie in de Tipparade stellen.